# Felix T. Rapaport
Felix Theodosius Rapaport (* 27. September 1929 in München; † 12. April 2001) war ein deutschstämmiger US-amerikanischer Mediziner, der auf dem Gebiet der Transplantationsmedizin arbeitete.

## Leben und Wirken
Rapaport wuchs in München auf. Aufgrund der Judenverfolgung im nationalsozialistischen Deutschland emigrierten seine Eltern mit ihm 1935 nach Frankreich. Dort erlernte er die französische Sprache. Nach der Besetzung Frankreichs floh die Familie in die Dominikanische Republik, wo er eine enge Beziehung zu Lateinamerika entwickelte, die er später während seiner wissenschaftlichen Laufbahn nutzen konnte. 1945 zog er nach New York City, er besuchte das College und später die Medical School der New York University und spezialisierte sich auf dem Gebiet der Chirurgie. Er wurde Direktor der Abteilung für Transplantation und Immunologie. 1977 wechselte er an die Stony Brook University und war in leitender Position auf dem Gebiet der Transplantation, Histokompatibilität und Immungenetik tätig. 1995 wurde er Professor für Chirurgie und Immunologie an der Stony Brook University. Er starb am 12. April 2001 im US-Bundesstaat Florida bei einem Familientreffen anlässlich des Pessach-Festes.
Rapaport leistete wichtige Beiträge auf dem Gebiet der Transplantationsmedizin, speziell zur immunologischen Verträglichkeit von Geweben. Er arbeitete hier eng mit dem Nobelpreisträger Jean Dausset zusammen, der den Beitrag Rapaports in seiner Nobel-Vorlesung würdigte.
Rapaport publizierte mehr als 500 wissenschaftliche Aufsätze. Er war Mitgründer der Zeitschrift Transplantation Proceedings.
1992 wurde er auswärtiges Mitglied (associé étranger) der Académie des sciences. 1998 wurde er mit dem Medawar Prize der Transplantation Society ausgezeichnet.
Der französische Staatspräsident Jacques Chirac ernannte ihn zum Kommandeur der Ehrenlegion.

## Schriften (Auswahl)
- John M. Converse, Felix T. Rapaport: The vascularization of skin autografts and homografts: An experimental study in man. In: Annals of Surgery. Band 143, Nr. 3, 1956, S. 306–315.
- Felix T. Rapaport, John M. Converse: The immune response to multiple-set skin homografts: An experimental study in man. In: Annals of Surgery. Band 147, Nr. 3, 1958, S. 273–280.
- Jean Dausset, Felix T. Rapaport: The role of blood group antigens in human histocompatibility. In: Annals of the New York Academy of Sciences. Band 129, Nr. 1, 1966, S. 408–420, doi:10.1111/j.1749-6632.1966.tb12867.x.
- Felix T. Rapaport, Jean Dausset (Hrsg.): Human Transplantation. Grune & Stratton, New York 1968, S. 728.
- Felix T. Rapaport (Hrsg.): A Second Look at Life. Transplantation and Dialysis Patients: Their Own Stories. Grune & Stratton, New York 1973, S. 91.